# Persone di cognome Cohen
| Questa pagina contiene informazioni ricavate automaticamente dalle voci biografiche con l'ausilio del template Bio e di un bot. L'aggiornamento è periodico e automatico e ricostruisce completamente la pagina. Se manca una persona in questa lista, sei pregato di non aggiungerla, ma accertati piuttosto che la sua voce biografica contenga il template Bio e che i dati anagrafici siano correttamente compilati. Se il template Bio manca, inseriscilo tu stesso o, in alternativa, metti l'avviso {{tmp\|Bio}} che ne segnala la mancanza. Se i dati riportati sono sbagliati, correggi direttamente la voce biografica; le modifiche saranno visibili in questa lista entro pochi giorni. Per chiarimenti vedi il progetto antroponimi. La lista contiene solo le 120 persone che sono citate nell'enciclopedia e per le quali è stato implementato correttamente il template Bio. Pagina aggiornata al 23 lug 2025. |

Questa è una lista di persone presenti nell'enciclopedia che hanno il cognome Cohen, suddivise per attività principale.

## Agenti segreti(1)
- Eli Cohen, agente segreto israeliano (Alessandria d'Egitto, n. 1924 - Damasco, † 1965)

## Allenatori di calcio(2)
- Andrew Cohen, allenatore di calcio e ex calciatore maltese (Paola, n. 1981)
- Chris Cohen, allenatore di calcio e ex calciatore inglese (Norwich, n. 1987)

## Astronomi(1)
- Seth M. Cohen, astronomo statunitense

## Attori(10)
- Obba Babatundé, attore statunitense (New York, n. 1951)
- Emory Cohen, attore statunitense (New York, n. 1990)
- Irwin Corey, attore, comico e attivista statunitense (Brooklyn, n. 1914 - Manhattan, † 2017)
- J.J. Cohen, attore statunitense (n. 1965)
- Jeff Cohen, attore statunitense (Los Angeles, n. 1974)
- Jonathan Cohen, attore, regista e produttore cinematografico francese (Parigi, n. 1980)
- Matthew Cohen, attore e regista statunitense (Miami, n. 1982)
- Michael D. Cohen, attore canadese (Winnipeg, n. 1975)
- Scott Cohen, attore statunitense (New York, n. 1961)
- Tanner Cohen, attore statunitense (n. 1986)

## Attrici(4)
- Lior Cohen, attrice, cantante e ballerina israeliana (Rishon LeZion, n. 1985)
- Lynn Cohen, attrice statunitense (Kansas City, n. 1933 - New York, † 2020)
- Silvia Cohen, attrice e conduttrice televisiva italiana (Parigi, n. 1959)
- Connie Sawyer, attrice statunitense (Pueblo, n. 1912 - Woodland Hills, † 2018)

## Attrici teatrali(1)
- Betty Comden, attrice teatrale, sceneggiatrice e commediografa statunitense (New York, n. 1917 - New York, † 2006)

## Avvocati(1)
- Michael Cohen, avvocato statunitense (Lawrence, n. 1966)

## Biochimici(1)
- Stanley Cohen, biochimico statunitense (New York, n. 1922 - Nashville, † 2020)

## Calciatori(17)
- George Cohen, calciatore inglese (Kensington, n. 1939 - Londra, † 2022)
- Josh Cohen, calciatore statunitense (Mountain View, n. 1992)
- Almog Cohen, ex calciatore israeliano (Be'er Sheva, n. 1988)
- Amit Cohen, calciatore israeliano (Ra'anana, n. 1998)
- Avishay Cohen, calciatore israeliano (Gerusalemme, n. 1995)
- Avi Cohen, calciatore e allenatore di calcio israeliano (Il Cairo, n. 1956 - Tel Aviv, † 2010)
- Elroy Cohen, ex calciatore israeliano (Katzrin, n. 1989)
- Gil Cohen, calciatore israeliano (n. 2000)
- Idan Cohen, calciatore israeliano (n. 1996)
- Itzhak Cohen, ex calciatore israeliano (Natanya, n. 1983)
- Itzhak Cohen, ex calciatore israeliano (Gerusalemme, n. 1990)
- Lidor Cohen, calciatore israeliano (Petah Tiqwa, n. 1992)
- Neil Cohen, ex calciatore statunitense (Dallas, n. 1955)
- Noam Cohen, calciatore israeliano (n. 1999)
- Shimon Cohen, ex calciatore israeliano (Tel Aviv, n. 1942)
- Tamir Cohen, ex calciatore israeliano (Tel Aviv, n. 1984)
- Yonatan Cohen, calciatore israeliano (Tel Aviv, n. 1996)

## Canottieri(1)
- Nathan Cohen, canottiere neozelandese (Christchurch, n. 1986)

## Cantanti(5)
- Adam Cohen, cantante, musicista e polistrumentista canadese (Montreal, n. 1972)
- Cass Elliot, cantante statunitense (Baltimora, n. 1941 - Londra, † 1974)
- Izhar Cohen, cantante e attore israeliano (Giv'atayim, n. 1951)
- Dana International, cantante israeliana (Tel Aviv, n. 1969)
- Benjamin Diamond, cantante francese (Parigi, n. 1972)

## Cantautori(2)
- Alfredo Cohen, cantautore e attore italiano (Lanciano, n. 1942 - Tunisi, † 2014)
- Leonard Cohen, cantautore e poeta canadese (Montréal, n. 1934 - Los Angeles, † 2016)

## Cantautrici(1)
- Riff Cohen, cantautrice e attrice israeliana (Tel Aviv, n. 1984)

## Cestiste(2)
- Ayelet Cohen, ex cestista israeliana (Gerusalemme, n. 1985)
- Liron Cohen, ex cestista israeliana (Gerusalemme, n. 1982)

## Cestisti(5)
- Freddy Cohen, ex cestista israeliano (Alessandria d'Egitto, n. 1930)
- Jake Cohen, ex cestista statunitense (Bryn Mawr, n. 1990)
- Jeff Cohen, cestista statunitense (Kenosha, n. 1939 - Zurigo, † 1978)
- Dror Cohen, ex cestista e allenatore di pallacanestro israeliano (Ramat Gan, n. 1974)
- Itzhak Cohen, ex cestista israeliano (Gerusalemme, n. 1968)

## Compositori(1)
- Léonce Cohen, compositore e violinista francese (Parigi, n. 1829 - Parigi, † 1901)

## Conduttori televisivi(1)
- Andy Cohen, conduttore televisivo, imprenditore e blogger statunitense (Saint Louis, n. 1968)

## Contrabbassisti(1)
- Avishai Cohen, contrabbassista, compositore e cantante israeliano (Kabri, n. 1970)

## Contraltisti(1)
- Aryeh Nussbaum Cohen, contraltista statunitense (Brooklyn, n. 1995)

## Criminologi(1)
- Albert Cohen, criminologo statunitense (Boston, n. 1918 - † 2014)

## Danzatrici(1)
- Gabriella Cohen, danzatrice italiana (Torino, n. 1954)

## Diplomatici(1)
- Andrew Cohen, diplomatico inglese (n. 1909 - † 1968)

## Direttori d'orchestra(1)
- Élie Cohen, direttore d'orchestra, compositore e scrittore francese (Marsiglia, n. 1886)

## Direttori della fotografia(1)
- Danny Cohen, direttore della fotografia inglese (Londra, n. 1963)

## Filosofi(2)
- Hermann Cohen, filosofo tedesco (Coswig, n. 1842 - Berlino, † 1918)
- Morris Raphael Cohen, filosofo e insegnante statunitense (Minsk, n. 1880 - † 1947)

## Fisici(2)
- E. G. D. Cohen, fisico olandese (Amsterdam, n. 1923 - Iowa City, † 2017)
- Samuel Cohen, fisico statunitense (Brooklyn, n. 1921 - Los Angeles, † 2010)

## Genetisti(1)
- Stanley Cohen, genetista statunitense (Perth Amboy, n. 1935)

## Giocatori di football americano(2)
- Joe Cohen, giocatore di football americano statunitense (Melbourne, n. 1984)
- Tarik Cohen, ex giocatore di football americano statunitense (Bunn, n. 1995)

## Giornaliste(1)
- Rose Cohen, giornalista inglese (Londra, n. 1894 - Mosca, † 1937)

## Giornalisti(2)
- Andrew Cohen, giornalista canadese (n. 1955)
- Nick Cohen, giornalista, saggista e critico letterario britannico (Manchester, n. 1961)

## Imprenditori(1)
- George H. Cohen, imprenditore e filantropo canadese (Madrid, n. 1955)

## Informatici(2)
- Bram Cohen, informatico statunitense (New York, n. 1975)
- Fred Cohen, informatico statunitense (n. 1957)

## Mafiosi(1)
- Mickey Cohen, mafioso statunitense (New York, n. 1913 - New York, † 1976)

## Matematici(1)
- Paul Cohen, matematico statunitense (Long Branch, n. 1934 - Palo Alto, † 2007)

## Mineralogisti(1)
- Emil Cohen, mineralogista tedesco (Jutland, n. 1842 - † 1905)

## Modelle(2)
- Haylynn Cohen, supermodella statunitense (Brooklyn, n. 1980)
- Liskula Cohen, modella canadese (Ontario, n. 1972)

## Numismatici(1)
- Henry Cohen, numismatico, bibliografo e compositore francese (Amsterdam, n. 1806 - Parigi, † 1880)

## Nuotatori(1)
- Des Cohen, nuotatore e pallanuotista sudafricano (n. 1927 - † 2012)

## Nuotatrici(1)
- Tiffany Cohen, ex nuotatrice statunitense (Culver City, n. 1966)

## Pallanuotisti(1)
- Henri Cohen, pallanuotista belga (Bruxelles, n. 1882 - Parigi, † 1931)

## Parolieri(1)
- Sammy Cahn, paroliere e musicista statunitense (New York, n. 1913 - Los Angeles, † 1993)

## Pattinatrici artistiche su ghiaccio(1)
- Sasha Cohen, ex pattinatrice artistica su ghiaccio statunitense (Los Angeles, n. 1984)

## Pianiste(1)
- Harriet Cohen, pianista britannica (Londra, n. 1895 - Londra, † 1967)

## Politiche(1)
- Meirav Cohen, politica israeliana (Gerusalemme, n. 1983)

## Politici(4)
- Eli Cohen, politico israeliano (Holon, n. 1972)
- Job Cohen, politico olandese (Haarlem, n. 1947)
- Steve Cohen, politico statunitense (Memphis, n. 1949)
- William Cohen, politico statunitense (Bangor, n. 1940)

## Produttori cinematografici(1)
- Bruce Cohen, produttore cinematografico statunitense (Falls Church, n. 1961)

## Pugili(1)
- Robert Cohen, pugile francese (Annaba, n. 1930 - Bruxelles, † 2022)

## Rapper(1)
- Alon De Loco, rapper, produttore discografico e ballerino israeliano (Be'er Sheva, n. 1974)

## Registi(4)
- Corey Allen, regista, attore e scrittore statunitense (Cleveland, n. 1934 - Los Angeles, † 2010)
- Larry Cohen, regista, sceneggiatore e produttore cinematografico statunitense (Kingston, n. 1936 - Los Angeles, † 2019)
- Rob Cohen, regista, sceneggiatore e produttore cinematografico statunitense (Cornwall, n. 1949)
- Taika Waititi, regista, sceneggiatore e attore neozelandese (Wellington, n. 1975)

## Rugbisti a 15(1)
- Ben Cohen, rugbista a 15 e attivista britannico (Northampton, n. 1978)

## Sceneggiatori(2)
- David X. Cohen, sceneggiatore e produttore televisivo statunitense (Englewood, n. 1966)
- Etan Cohen, sceneggiatore e regista statunitense (Gerusalemme, n. 1974)

## Schermidori(2)
- Abraham Cohen, schermidore statunitense (Brooklyn, n. 1924 - Fishkill, † 2016)
- Herbert Cohen, ex schermidore statunitense (New York, n. 1940)

## Scrittori(4)
- Albert Cohen, scrittore svizzero (Corfù, n. 1895 - Ginevra, † 1981)
- Kadmi Cohen, scrittore polacco (Łódź, n. 1892 - Gliwice, † 1944)
- Joshua Cohen, scrittore statunitense (Somers Point, n. 1980)
- Thierry Cohen, scrittore francese (Casablanca)

## Speedcuber(1)
- Dan Cohen, speedcuber statunitense (n. 1989)

## Storici(3)
- Dolf Cohen, storico e docente olandese (Rotterdam, n. 1913 - Oegstgeest, † 2004)
- Shaye J. D. Cohen, storico e rabbino statunitense (n. 1948)
- Stephen F. Cohen, storico, politologo e saggista statunitense (Indianapolis, n. 1938 - New York, † 2020)

## Storici della letteratura(1)
- Gustave Cohen, storico della letteratura e patriota francese (Saint-Josse-ten-Noode, n. 1879 - Parigi, † 1958)

## Storici della scienza(1)
- Floris Cohen, storico della scienza olandese (Haarlem, n. 1946)

## Tenniste(2)
- Audra Cohen, ex tennista statunitense (n. 1986)
- Julia Cohen, ex tennista statunitense (Filadelfia, n. 1989)

## Trombettisti(1)
- Avishai Cohen, trombettista e compositore israeliano (Tel Aviv, n. 1978)

## Senza attività specificata(2)
- Judith Love Cohen, ingegnere aerospaziale, editrice e scrittrice statunitense (New York, n. 1933 - Culver City, † 2016)
- Allegra Kent, ex ballerina statunitense (Santa Monica, n. 1937)